# Championnat du monde de Formule 1 1965
Navigation
1964 1966
Le championnat  du monde de Formule 1 1965 a été remporté par le Britannique Jim Clark sur une Lotus-Climax. Lotus remporte le championnat du monde des constructeurs.

## Règlement sportif
- Seuls les six meilleurs résultats sont retenus.
- L'attribution des points s'effectue selon le barème 9, 6, 4, 3, 2, 1.

## Règlement technique
- Moteurs atmosphériques de 1 500 cm³
- Moteurs suralimentés interdits

## Principaux engagés
Avec seulement quelques semaines d'inter-saison puisque le Grand Prix d'Afrique du Sud est programmé le jour de l'an et la perspective d'un tout nouveau règlement technique en 1966, les concurrents se présentent au départ de la saison 1965 avec les mêmes armes ou presque qu'en 1964. 
Ferrari conserve son duo John Surtees - Lorenzo Bandini de même que Lotus continue de faire confiance à Mike Spence (Peter Arundell ne s'est pas remis de ses blessures) pour épauler Jim Clark. Pas de changement non plus chez Brabham où l'on retrouve Jack Brabham et Dan Gurney. Jack Brabham éprouvant le besoin de consacrer plus de temps à la bonne marche de l'écurie pourrait être amené à s'effacer progressivement au profit du néo-zélandais Denny Hulme. 
Chez BRM, Graham Hill a un nouvel équipier, Richie Ginther cède en effet sa place au débutant écossais Jackie Stewart. Ginther a trouvé refuge chez Honda qui en fait son premier pilote, Ronnie Bucknum étant cantonné au rôle de pilote de développement. 
Changement également chez Cooper où l'ancien champion du monde Phil Hill n'aura fait qu'un passage éclair avant de quitter la Formule 1. Il est remplacé par le jeune autrichien Jochen Rindt tandis que Bruce McLaren reste le premier pilote.
Liste complète des écuries et pilotes ayant couru dans le championnat 1965 de Formule 1 organisé par la FIA.
| Écurie                                                | Constructeur   | Châssis      | Moteur                                        | Pneus | Pilotes                | Courses         |
| ----------------------------------------------------- | -------------- | ------------ | --------------------------------------------- | ----- | ---------------------- | --------------- |
| Scuderia Ferrari SpA SEFAC North American Racing Team | Ferrari        | 158 1512     | Ferrari 205B 1.5 V8 Ferrari 207 1.5 Flat-12   | D     | John Surtees           | 1–8             |
| Scuderia Ferrari SpA SEFAC North American Racing Team | Ferrari        | 158 1512     | Ferrari 205B 1.5 V8 Ferrari 207 1.5 Flat-12   | D     | Lorenzo Bandini        | Toutes          |
| Scuderia Ferrari SpA SEFAC North American Racing Team | Ferrari        | 158 1512     | Ferrari 205B 1.5 V8 Ferrari 207 1.5 Flat-12   | D     | Nino Vaccarella        | 8               |
| Scuderia Ferrari SpA SEFAC North American Racing Team | Ferrari        | 158 1512     | Ferrari 205B 1.5 V8 Ferrari 207 1.5 Flat-12   | D     | Pedro Rodríguez        | 9-10            |
| Scuderia Ferrari SpA SEFAC North American Racing Team | Ferrari        | 158 1512     | Ferrari 205B 1.5 V8 Ferrari 207 1.5 Flat-12   | D     | Bob Bondurant          | 9               |
| Scuderia Ferrari SpA SEFAC North American Racing Team | Ferrari        | 158 1512     | Ferrari 205B 1.5 V8 Ferrari 207 1.5 Flat-12   | D     | Ludovico Scarfiotti    | 10              |
| Owen Racing Organisation                              | BRM            | P261         | BRM P60 1.5 V8                                | D     | Graham Hill            | Toutes          |
| Owen Racing Organisation                              | BRM            | P261         | BRM P60 1.5 V8                                | D     | Jackie Stewart         | Toutes          |
| Team Lotus                                            | Lotus          | 33 25        | Climax FWMV 1.5 V8                            | D     | Jim Clark              | 1, 3-10         |
| Team Lotus                                            | Lotus          | 33 25        | Climax FWMV 1.5 V8                            | D     | Mike Spence            | 1, 3-10         |
| Team Lotus                                            | Lotus          | 33 25        | Climax FWMV 1.5 V8                            | D     | Gerhard Mitter         | 7               |
| Team Lotus                                            | Lotus          | 33 25        | Climax FWMV 1.5 V8                            | D     | Giacomo « Geki » Russo | 8               |
| Team Lotus                                            | Lotus          | 33 25        | Climax FWMV 1.5 V8                            | D     | Moisés Solana          | 9-10            |
| Brabham Racing Organisation                           | Brabham        | BT11         | Climax FWMV 1.5 V8                            | G     | Jack Brabham           | 1-3, 5, 7, 9-10 |
| Brabham Racing Organisation                           | Brabham        | BT11         | Climax FWMV 1.5 V8                            | G     | Dan Gurney             | 1, 3-10         |
| Brabham Racing Organisation                           | Brabham        | BT11         | Climax FWMV 1.5 V8                            | G     | Denny Hulme            | 2, 4-8          |
| Brabham Racing Organisation                           | Brabham        | BT11         | Climax FWMV 1.5 V8                            | G     | Giancarlo Baghetti     | 8               |
| Cooper Car Company                                    | Cooper         | T77 T73      | Climax FWMV 1.5 V8                            | D     | Bruce McLaren          | Toutes          |
| Cooper Car Company                                    | Cooper         | T77 T73      | Climax FWMV 1.5 V8                            | D     | Jochen Rindt           | Toutes          |
| Rob Walker Racing Team                                | Brabham        | BT7 BT11     | Climax FWMV 1.5 V8 BRM P56 1.5 V8             | D     | Joakim Bonnier         | Toutes          |
| Rob Walker Racing Team                                | Brabham        | BT7 BT11     | Climax FWMV 1.5 V8 BRM P56 1.5 V8             | D     | Joseph Siffert         | Toutes          |
| DW Racing Enterprises                                 | Brabham Lotus  | BT11 33      | Climax FWMV 1.5 V8                            | D     | Bob Anderson           | 1-7             |
| DW Racing Enterprises                                 | Brabham Lotus  | BT11 33      | Climax FWMV 1.5 V8                            | D     | Paul Hawkins           | 2, 7            |
| Reg Parnell Racing                                    | Lotus          | 25 33        | BRM P56 1.5 V8                                | D     | Tony Maggs             | 1               |
| Reg Parnell Racing                                    | Lotus          | 25 33        | BRM P56 1.5 V8                                | D     | Richard Attwood        | 2-3, 5-10       |
| Reg Parnell Racing                                    | Lotus          | 25 33        | BRM P56 1.5 V8                                | D     | Mike Hailwood          | 2               |
| Reg Parnell Racing                                    | Lotus          | 25 33        | BRM P56 1.5 V8                                | D     | Innes Ireland          | 3-6, 8-10       |
| Reg Parnell Racing                                    | Lotus          | 25 33        | BRM P56 1.5 V8                                | D     | Chris Amon             | 4, 7            |
| Reg Parnell Racing                                    | Lotus          | 25 33        | BRM P56 1.5 V8                                | D     | Bob Bondurant          | 10              |
| John Willment Automobiles                             | Brabham        | BT11 BT10    | BRM P56 1.5 V8 Ford 109E 1.5 L4               | D     | Frank Gardner          | 1-3, 5-8        |
| John Willment Automobiles                             | Brabham        | BT11 BT10    | BRM P56 1.5 V8 Ford 109E 1.5 L4               | D     | Paul Hawkins           | 1               |
| John Love                                             | Cooper         | T55          | Climax FPF 1.5 L4                             | D     | John Love              | 1               |
| David Prophet                                         | Brabham        | BT10         | Ford 109E 1.5 L4                              | D     | David Prophet          | 1               |
| Otelle Nucci                                          | Alfa Romeo LDS | Special Mk 2 | Alfa Romeo Giulietta 1.5 L4 Climax FPF 1.5 L4 | D     | Peter de Klerk         | 1               |
| Otelle Nucci                                          | Alfa Romeo LDS | Special Mk 2 | Alfa Romeo Giulietta 1.5 L4 Climax FPF 1.5 L4 | D     | Doug Serrurier         | 1               |
| Lawson Organisation                                   | Lotus          | 21           | Climax FPF 1.5 L4                             | D     | Ernie Pieterse         | 1               |
| Scuderia Scribante                                    | Lotus          | 21           | Climax FPF 1.5 L4                             | D     | Neville Lederle        | 1               |
| Clive Puzey                                           | Lotus          | 18-21        | Climax FPF 1.5 L4                             | D     | Clive Puzey            | 1               |
| Sam Tingle                                            | LDS            | Mk 1         | Alfa Romeo Giulietta 1.5 L4                   | D     | Sam Tingle             | 1               |
| Ted Lanfear                                           | Lotus          | 22           | Ford 109E 1.5 L4                              | D     | Brausch Niemann        | 1               |
| Trevor Blokdyk                                        | Cooper         | T59          | Ford 109E 1.5 L4                              | D     | Trevor Blokdyk         | 1               |
| Jackie Pretorius                                      | LDS            | Mk 1         | Alfa Romeo Giulietta 1.5 L4                   | D     | Jackie Pretorius       | 1               |
| Brian Raubenheimer                                    | Lotus          | 20           | Ford 109E 1.5 L4                              | D     | Brian Raubenheimer     | 1               |
| Dave Charlton                                         | Lotus          | 20           | Ford 109E 1.5 L4                              | D     | Dave Charlton          | 1               |
| Honda R&D Company                                     | Honda          | RA272        | Honda RA272E 1.5 V12                          | G     | Ronnie Bucknum         | 2-4, 8-10       |
| Honda R&D Company                                     | Honda          | RA272        | Honda RA272E 1.5 V12                          | G     | Richie Ginther         | 2-6, 8-10       |
| Scuderia Centro Sud (en)                              | BRM            | P57          | BRM P56 1.5 V8                                | D     | Lucien Bianchi         | 3               |
| Scuderia Centro Sud (en)                              | BRM            | P57          | BRM P56 1.5 V8                                | D     | Masten Gregory         | 3, 5, 7-8       |
| Scuderia Centro Sud (en)                              | BRM            | P57          | BRM P56 1.5 V8                                | D     | Roberto Bussinello     | 7-8             |
| Scuderia Centro Sud (en)                              | BRM            | P57          | BRM P56 1.5 V8                                | D     | Giorgio Bassi          | 8               |
| Bob Gerard Racing                                     | Cooper         | T60 T73      | Climax FWMV 1.5 V8 Ford 109E 1.5 L4           | D     | John Rhodes            | 5               |
| Bob Gerard Racing                                     | Cooper         | T60 T73      | Climax FWMV 1.5 V8 Ford 109E 1.5 L4           | D     | Alan Rollinson         | 5               |
| Ian Raby Racing                                       | Brabham        | BT3          | BRM P56 1.5 V8                                | D     | Ian Raby               | 5, 7            |
| Ian Raby Racing                                       | Brabham        | BT3          | BRM P56 1.5 V8                                | D     | Chris Amon             | 5               |
| Brian Gubby                                           | Lotus          | 24           | Climax FWMV 1.5 V8                            | D     | Brian Gubby            | 5               |

## Résumé du championnat du monde 1965
Dès l'ouverture de la saison à East London, Jim Clark annonce la couleur avec un chelem : victoire, course menée de bout en bout, pole position et record du tour. 
Quatre mois plus tard à Monaco, la course apparaît plus ouverte en l'absence de Clark qui a fait l'impasse sur la course monégasque pour disputer, et gagner, les 500 Miles d'Indianapolis programmés le même week-end. Parti à la faute en début de course en voulant éviter la Brabham immobilisée de Bob Anderson, Graham Hill doit descendre de sa voiture pour la remettre dans le sens de la course et se lance dans une folle course poursuite qu'il conclut par ce qui restera probablement comme la plus belle victoire de sa carrière. En forme d'hommage à son éternel rival Jim Clark, Hill dira en descendant de voiture: Je me sentais de taille à battre n'importe qui aujourd'hui, peut-être même Clark. La course est également marquée par le spectaculaire accident du pilote australien Paul Hawkins qui, à la manière d'Ascari en 1955, finit sa course dans les eaux du port. 
En Belgique, Clark, de retour, signe une large victoire qui lui permet de prendre la tête du championnat. Il remporte dans la foulée les Grand Prix de France, de Grande-Bretagne malgré la belle résistance de Hill, de Pays-Bas et d'Allemagne. Avec cinq victoires consécutives, Clark s'assure de son deuxième titre de champion du monde.
La série victorieuse de Clark s'arrête en Italie. Sur ce circuit d'aspiration, il est en bagarre avec Hill et Stewart lorsque son moteur le lache. Le duel fratricide entre les pilotes BRM tourne à l'avantage du cadet, Jackie Stewart remportant sa première victoire en Formule 1. 
Hill prend sa revanche aux États-Unis dans une course marquée par l'absence de John Surtees. Le champion du monde en titre, victime d'un grave accident dans une épreuve de Can-Am au Canada, va observer une longue convalescence avant de revenir à la compétition.
La dernière course de la saison est remportée par Richie Ginther qui signe à son tour sa première victoire mais également la toute première victoire de l'écurie Honda qui concrétise ainsi les progrès réguliers entrevus tout au long de la saison.

## Grands Prix de la saison 1965
| no  | Date         | Grand Prix                    | Lieu              | Vainqueur      | Écurie       | Pole position | Record du tour | Résumé |
| --- | ------------ | ----------------------------- | ----------------- | -------------- | ------------ | ------------- | -------------- | ------ |
| 132 | 1er janvier  | Grand Prix d'Afrique du Sud   | East London       | Jim Clark      | Lotus-Climax | Jim Clark     | Jim Clark      | Résumé |
| 133 | 30 mai       | Grand Prix de Monaco          | Monaco            | Graham Hill    | BRM          | Graham Hill   | Graham Hill    | Résumé |
| 134 | 13 juin      | Grand Prix de Belgique        | Spa-Francorchamps | Jim Clark      | Lotus-Climax | Graham Hill   | Jim Clark      | Résumé |
| 135 | 27 juin      | Grand Prix de France          | Charade           | Jim Clark      | Lotus-Climax | Jim Clark     | Jim Clark      | Résumé |
| 136 | 10 juillet   | Grand Prix de Grande-Bretagne | Silverstone       | Jim Clark      | Lotus-Climax | Jim Clark     | Graham Hill    | Résumé |
| 137 | 18 juillet   | Grand Prix des Pays-Bas       | Zandvoort         | Jim Clark      | Lotus-Climax | Graham Hill   | Jim Clark      | Résumé |
| 138 | 1er août     | Grand Prix d'Allemagne        | Nürburgring       | Jim Clark      | Lotus-Climax | Jim Clark     | Jim Clark      | Résumé |
| 139 | 12 septembre | Grand Prix d'Italie           | Monza             | Jackie Stewart | BRM          | Jim Clark     | Jim Clark      | Résumé |
| 140 | 3 octobre    | Grand Prix des États-Unis     | Watkins Glen      | Graham Hill    | BRM          | Graham Hill   | Graham Hill    | Résumé |
| 141 | 24 octobre   | Grand Prix du Mexique         | Mexico            | Richie Ginther | Honda        | Jim Clark     | Dan Gurney     | Résumé |

## Classement des pilotes
| Classement | Pilote          | Pays             | Voiture        | Nombre de points |
| ---------- | --------------- | ---------------- | -------------- | ---------------- |
| 1er        | Jim Clark       | Royaume-Uni      | Lotus-Climax   | 54               |
| 2e         | Graham Hill     | Royaume-Uni      | BRM            | 40 (47)          |
| 3e         | Jackie Stewart  | Royaume-Uni      | BRM            | 33 (34)          |
| 4e         | Dan Gurney      | États-Unis       | Brabham-Climax | 25               |
| 5e         | John Surtees    | Royaume-Uni      | Ferrari        | 17               |
| 6e         | Lorenzo Bandini | Italie           | Ferrari        | 13               |
| 7e         | Richie Ginther  | États-Unis       | Honda          | 11               |
| 8e         | Mike Spence     | Royaume-Uni      | Lotus-Climax   | 10               |
| 9e         | Bruce McLaren   | Nouvelle-Zélande | Cooper-Climax  | 10               |
| 10e        | Jack Brabham    | Australie        | Brabham-Climax | 9                |
| 11e        | Denny Hulme     | Nouvelle-Zélande | Brabham-Climax | 5                |
| 12e        | Joseph Siffert  | Suisse           | Brabham-BRM    | 5                |
| 13e        | Jochen Rindt    | Autriche         | Cooper-Climax  | 4                |
| 14e        | Pedro Rodríguez | Mexique          | Ferrari        | 2                |
| 15e        | Ronnie Bucknum  | États-Unis       | Honda          | 2                |
| 16e        | Richard Attwood | Royaume-Uni      | Lotus-BRM      | 2                |

## Classement des constructeurs
| Classement | Pays        | Voiture        | Nombre de points |
| ---------- | ----------- | -------------- | ---------------- |
| 1er        | Royaume-Uni | Lotus-Climax   | 54               |
| 2e         | Royaume-Uni | BRM            | 45               |
| 3e         | Royaume-Uni | Brabham-Climax | 27               |
| 4e         | Italie      | Ferrari        | 26               |
| 5e         | Royaume-Uni | Cooper-Climax  | 14               |
| 6e         | Japon       | Honda          | 11               |
| 7e         | Royaume-Uni | Brabham-BRM    | 5                |
| 8e         | Royaume-Uni | Lotus-BRM      | 2                |

## Liste des Grands Prix disputés cette saison ne comptant pas pour le championnat du monde de Formule 1
| Nom                               | Circuit      | Date       | Vainqueur      | Constructeur   |
| --------------------------------- | ------------ | ---------- | -------------- | -------------- |
| IIe Cape South Easter Trophy      | Killarney    | 9 janvier  | Paul Hawkins   | Brabham-Climax |
| Ire Race of Champions             | Brands Hatch | 13 mars    | Mike Spence    | Lotus-Climax   |
| XIVe Grand Prix de Syracuse       | Syracuse     | 4 avril    | Jim Clark      | Lotus-Climax   |
| Ier Sunday Mirror Trophy          | Goodwood     | 19 avril   | Jim Clark      | Lotus-Climax   |
| XVIIe BRDC International Trophy   | Silverstone  | 15 mai     | Jackie Stewart | BRM            |
| IVe Grand Prix de la Méditerranée | Pergusa      | 15 août    | Joseph Siffert | Brabham-BRM    |
| VIIIe Grand Prix du Rand          | Kyalami      | 4 décembre | Jack Brabham   | Brabham-Climax |

(Nota Bene : le Grand Prix du Rand est cette année-là le premier du genre avec des moteurs 3Litre)